# خوان آنتونیو لارانیاگا
خوان آنتونیو لارانیاگا (انگلیسی: Juan Antonio Larrañaga؛ زادهٔ ۳ ژوئیهٔ ۱۹۵۸) بازیکن فوتبال اهل اسپانیا است.
از باشگاه‌هایی که در آن بازی کرده‌است می‌توان به باشگاه فوتبال رئال سوسیداد اشاره کرد.
وی همچنین در تیم‌های ملی فوتبال زیر ۲۱ سال اسپانیا، زیر ۲۳ سال اسپانیا، اسپانیا، و باسک بازی کرده‌است.